# Boufféré
Boufféré is een plaats en voormalige gemeente in Frankrijk in het departement Vendée in de regio Pays de la Loire.

## Geschiedenis
Boufféré fuseerde op 1 januari 2019 met La Guyonnière, Montaigu, Saint-Georges-de-Montaigu en Saint-Hilaire-de-Loulay tot de commune nouvelle Montaigu-Vendée.

## Demografie
Onderstaande figuur toont het verloop van het inwonertal.

## Bezienswaardigheden

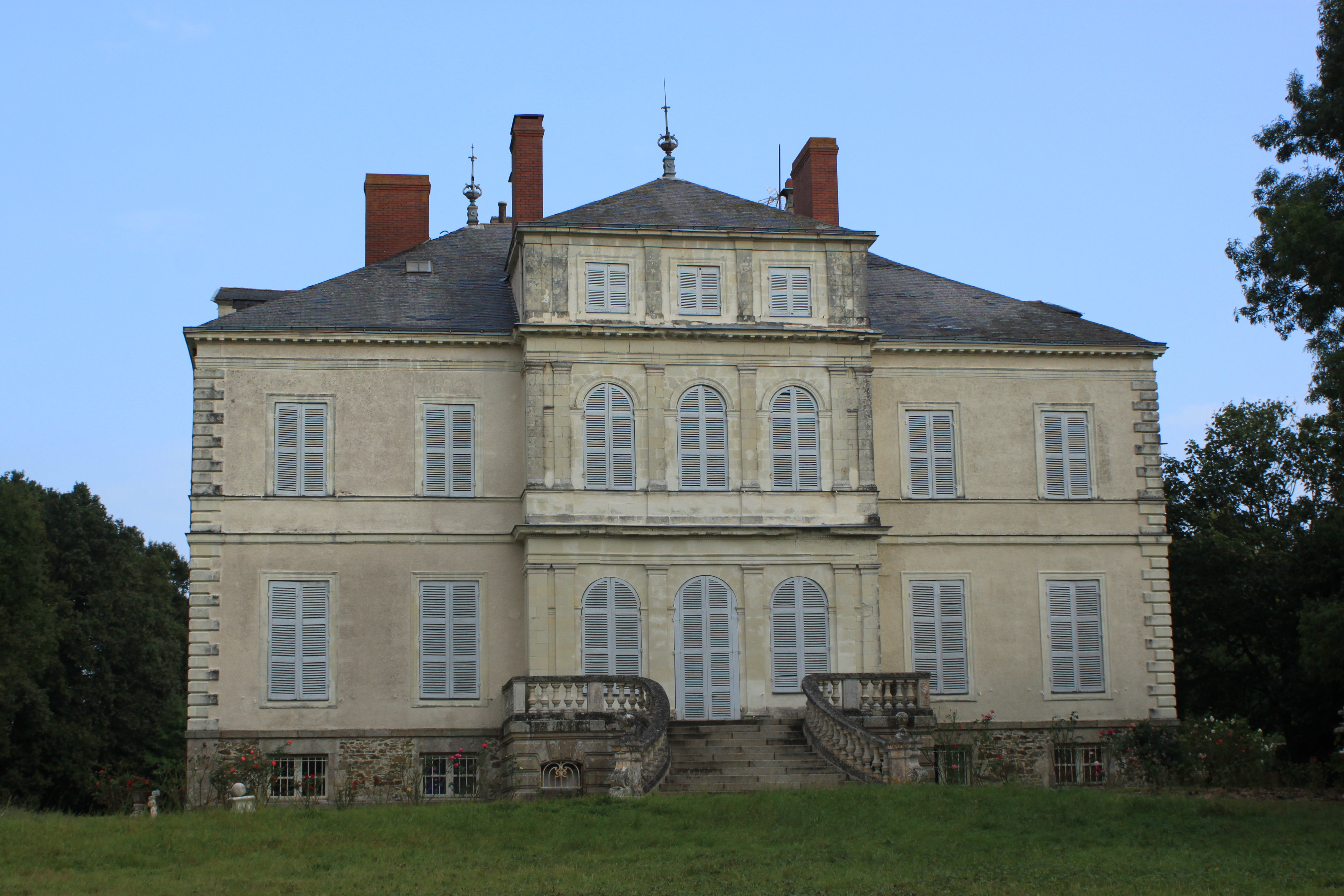
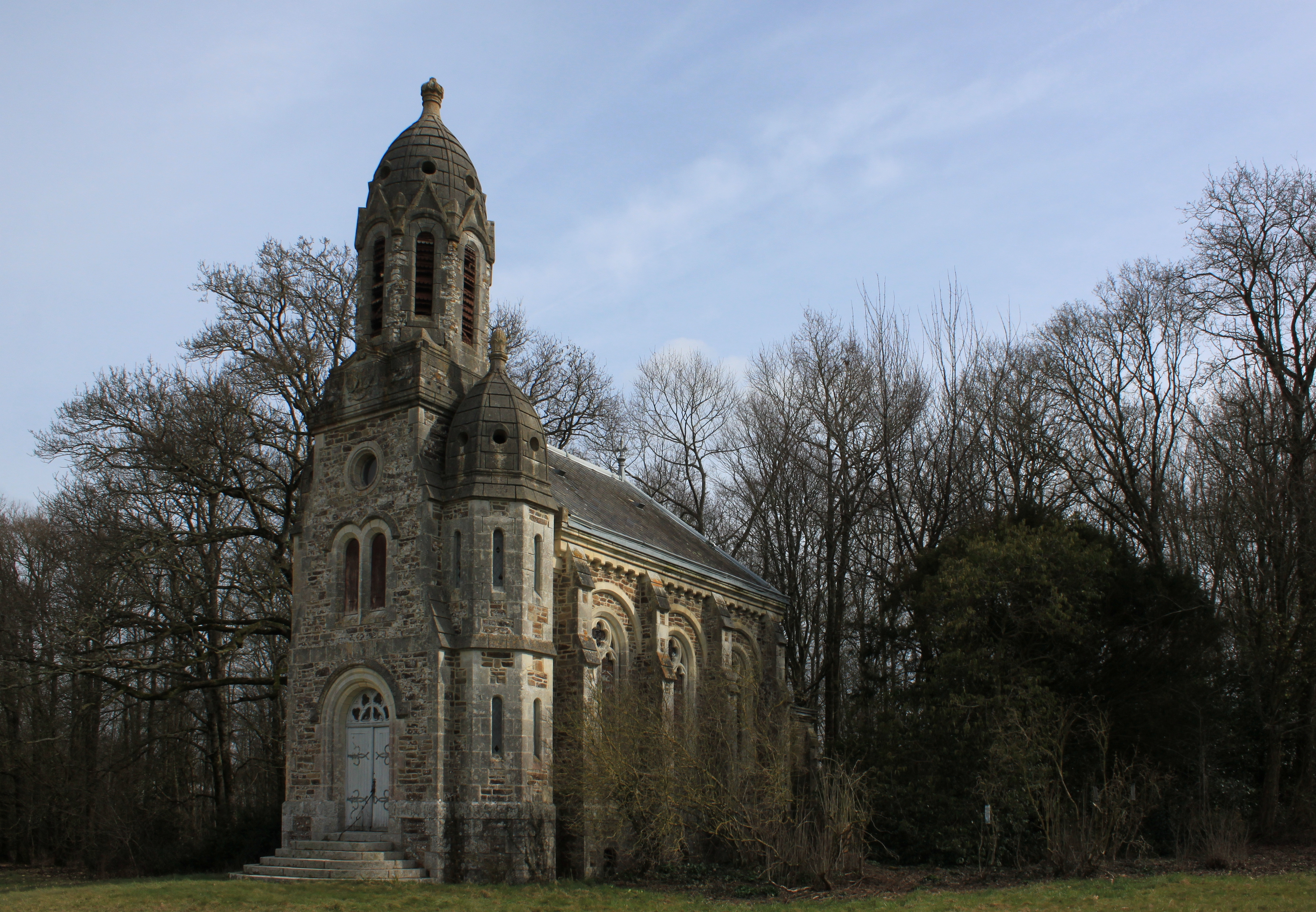

- Château du Hallay

Boufféré · La Guyonnière · Montaigu · Saint-Georges-de-Montaigu · Saint-Hilaire-de-Loulay